# Hans-Werner Schwarz

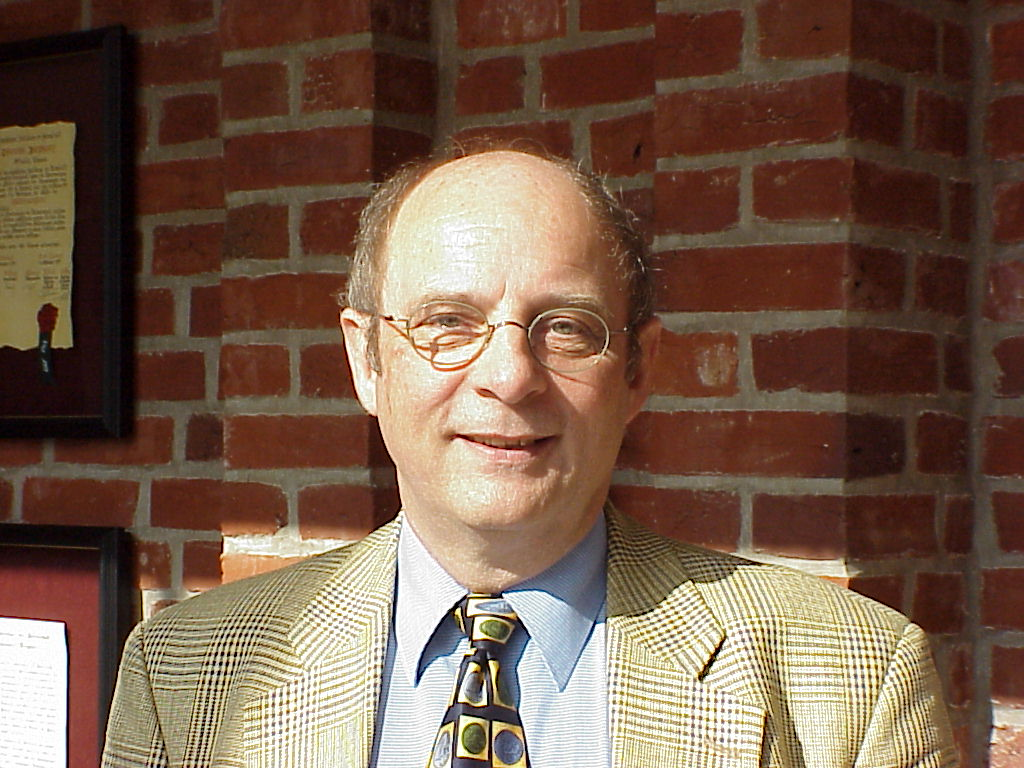
Hans-Werner Schwarz

Hans-Werner Schwarz (* 21. September 1946 in Berleburg) ist ein deutscher Politiker. Er war Vizepräsident des 16. Niedersächsischen Landtags.

## Ausbildung und Beruf
Nach dem Abitur ging Schwarz für vier Jahre zur Bundeswehr und wurde Hauptmann der Reserve. Anschließend studierte er Mathematik, Sport und Erdkunde für das Lehramt an Grund- und Hauptschulen. Bis zu seiner Wahl in den Landtag war er an der Jahnschule in Diepholz tätig.

## Politik
Seit 1973 ist Schwarz Mitglied der FDP. Er ist Vorsitzender des Kreisverbandes Diepholz und stellvertretender Vorsitzender des Bezirks Osnabrück. Außerdem gehört er dem FDP-Landesvorstand Niedersachsen an. 
Von 1980 bis 2020 war Schwarz Ratsherr der Stadt Diepholz. Von 1996 bis 1999 und von 2003 bis 2005 war er dortiger Bürgermeister. Von 1986 bis 2011 war er Kreistagsabgeordneter im Landkreis Diepholz und von 1996 bis 2003 stellvertretender Landrat. Dem Niedersächsischen Landtag gehörte er von 2003 bis 2013 an. Am 26. Februar 2008 wurde Schwarz zum Vizepräsidenten des 16. Niedersächsischen Landtags gewählt. Dieses Amt hatte er bis 2013 inne.